# Lingua siciliana
La lingua siciliana (nome nativo sicilianu ) è una lingua romanza diffusa in Sicilia, isole minori comprese, e nella punta estrema meridionale della Calabria. È una delle varietà del più vasto insieme dei dialetti italiani meridionali estremi (di cui fa parte al pari delle varietà calabresi, salentine e cilentane) e può a propria volta suddividersi in più varianti diatopiche.

## Classificazione linguistica
Essendo classificabile come «dialetto romanzo primario», l'idioma della Sicilia, in ambito accademico e nella letteratura scientifica italiana, è sovente indicato come dialetto siciliano; le parlate siciliane sono classificate tra i dialetti italiani meridionali estremi, al pari del salentino e del calabrese centro-meridionale (quest'ultimo gruppo, costituito dai dialetti calabresi che vanno dall'estremità meridionale della Calabria fino, grosso modo, all'istmo di Catanzaro, sono spesso considerati una «propaggine continentale» del siciliano, soprattutto per quanto riguarda i dialetti di area reggina: in tal senso, lo Stretto di Messina, che pur costituisce un'evidente frattura tra l'isola e il continente in senso geografico, non ha mai rappresentato una linea di confine linguistico tra la cuspide messinese e la penisola calabra).
Altri studiosi, fra cui l'organizzazione Ethnologue e l'UNESCO, descrivono il siciliano come «abbastanza distinto dall'italiano tipico, tanto da poter essere considerato un idioma separato», il che apparirebbe dall'analisi dei sistemi fonologici, morfologici e sintattici, nonché per quanto riguarda il lessico.
Peraltro il siciliano, seppur appartenente alla stessa continuità linguistica dell'italiano, e cioè quella italo-romanza, non è una lingua che deriva da quest'ultimo, ma - al pari di questo - direttamente dal latino volgare, e costituì inoltre la prima lingua letteraria italiana, già nella prima metà del XIII secolo, nell'ambito della Scuola siciliana. Anche l'UNESCO riconosce al siciliano lo status di lingua madre, motivo per il quale i siciliani sono descritti come bilingui, e lo classifica tra le lingue europee "vulnerabili".
Allo stato di ciò, la lingua siciliana, potrebbe anche essere ritenuta una lingua regionale o minoritaria ai sensi della Carta europea per le lingue regionali e minoritarie, la quale, all'Articolo 1, afferma che: "...per lingue regionali o minoritarie si intendono le lingue... che non sono dialetti della lingua ufficiale dello Stato".
Alcuni studiosi asseriscono che il siciliano sia la più antica lingua romanza, ma tale ipotesi non è diffusa o pienamente riconosciuta nel mondo accademico.
Il siciliano è inoltre, dal 1951, materia di ricerca del Centro di studi filologici e linguistici siciliani, con sede a Palermo, il quale si propone di promuovere gli studi sull'idioma isolano antico e moderno. Nel 2016 è nata l'associazione Cademia Siciliana, con l'obiettivo di portare avanti diverse iniziative legate a tale idioma, tra le quali la standardizzazione della sua ortografia, la sua diffusione in ambiente informatico e la divulgazione scientifica in ambito filologico. Nel 2011, l'Assemblea regionale siciliana ha approvato una legge che promuove il patrimonio linguistico e la letteratura siciliana nelle scuole dell'isola.

## Distribuzione geografica
Il siciliano, nelle sue diverse varianti diatopiche, è correntemente parlato da circa 5 milioni di persone nella sola Sicilia, oltre che da un numero imprecisato di siciliani emigrati o discendenti da emigrati originari di quelle aree geografiche nelle quali il siciliano è lingua veicolare; in particolare quelle trasferitesi, nel corso dei secoli passati, in nazioni quali gli Stati Uniti d'America (paese nel quale è inoltre anche presente l'argot vernacolare conosciuto come siculish), il Canada, l'Australia, l'Argentina, l'Uruguay, il Venezuela, il Belgio, la Germania e la Francia meridionale.

### Lingua ufficiale
Pur non avendo nessun esplicito riconoscimento ufficiale dalla Repubblica Italiana, l'idioma siciliano è riconosciuto dalla Regione siciliana, dall'Unione Europea e dalle organizzazioni sovracitate. È stato, in alcune occasioni, al centro di varie iniziative legislative regionali: se il decreto presidenziale del 1951 era incentrato principalmente su un rinnovamento dei programmi scolastici che tenesse conto anche della cultura dialettale in generale, le leggi della Regione Siciliana promulgate nel 1981 e nel 2011 recano precise norme sulla valorizzazione e sull'insegnamento del patrimonio linguistico isolano nelle scuole.
Inoltre, il siciliano - attraverso il dialetto reggino - è promosso in base ad una legge regionale del 2012, promulgata dalla Regione Calabria, la quale tutela il patrimonio dialettale calabrese.
Dal 1951, il Centro di studi filologici e linguistici siciliani, con sede presso l'Università di Palermo, patrocinato dalla Presidenza della Regione Siciliana e dai rettori delle università siciliane, promuove gli studi sul siciliano antico e moderno, con una speciale attenzione rivolta al mondo della scuola, per un corretto approccio alla storia linguistica della Sicilia. L'attività del Centro è sostenuta dalla Legge regionale n. 54 del 21 agosto 1984.
I comuni di Bivona, nell'Agrigentino, e di Caltagirone e Grammichele, nel Catanese, riconoscono ufficialmente nei loro statuti la lingua siciliana, che assumono "come valore storico e cultura inalienabile".
Dal 2010 un'apposita sezione del Registro Eredità Immateriali della Sicilia, istituito dalla Regione, è dedicata al Libro dei Dialetti, delle Parlate e dei Gerghi della lingua siciliana.
Nel 2012, la collaborazione tra l'Università di Palermo e l'Università Nazionale di Rosario - in Argentina - ha portato alla fondazione del Centro de Estudios Sicilianos accompagnata dall'istituzione di una cattedra di "Cultura e lingua siciliana".
Nell'anno accademico 2016-17, è stata inoltre istituita, presso la Facoltà di Lettere dell'Università La Manouba di Tunisi, una cattedra di Lingua e Cultura Siciliana, come materia complementare nel cursus del Master d'italianistica, curata dal prof. Alfonso Campisi.
L'organizzazione internazionale no-profit Arba Sicula, con sede a New York, pubblica l'omonima rivista bilingue in inglese e in siciliano. Nel 2004 è stata avviata un'edizione in lingua siciliana di Wikipedia che, al 28 luglio 2025, annovera 26 241 voci.

### Dialetti siciliani
- Occidentale (nella città metropolitana di Palermo, nel consorzio comunale di Trapani ed in una buona porzione della zona centro-occidentale di quello di Agrigento;[34] 1 milione e 600 000 circa di parlanti).
- Centro-Occidentale o agrigentino (nella maggior parte del consorzio comunale di Agrigento; 450 000 circa).
- Metafonetica centrale (nei consorzi comunali di Enna e di Caltanissetta, nella zona sud-orientale del consorzio comunale di Agrigento e nei comuni delle Madonie, situati nella città metropolitana di Palermo; 400 000 circa).
- Metafonetica sudorientale (nel consorzio comunale di Ragusa e nella parte meridionale della città metropolitana di Catania e del consorzio comunale di Siracusa; 350 000 circa).
- Non metafonetica orientale (nella città metropolitana di Catania e nel consorzio comunale di Siracusa, fatta eccezione per le rispettive zone meridionali; 1 milione e 450 000 circa).
- Messinese (nella città metropolitana di Messina, inclusi i comuni "gallo-siculi"; 650 000 circa).
- Reggino (nella città metropolitana di Reggio Calabria, specialmente lungo la linea Scilla-Bova,[35] non oltre però le aree iniziali della Locride e della piana di Gioia Tauro, le quali rappresentano, a loro volta, la prima delle isoglosse che separano il siciliano dalle varietà calabresi proprie del Meridione continentale.[36][37] Il reggino rappresenta anche l'unico dialetto siciliano propriamente detto ad essere parlato al di fuori dell'arcipelago siciliano).[38][39]
- Pantesco (Isola di Pantelleria, parte del consorzio comunale di Trapani), notevolmente influenzato dall'arabo.
- Eoliano (Isole Eolie, parte della città metropolitana di Messina).

## Storia
(Dante Alighieri, De vulgari eloquentia, I,XII,2)
Il siciliano, come qualsiasi altra varietà linguistica, presenta influenze e prestiti di adstrato derivanti, oltre che dalle restanti continuità italo-romanze delle quali forma parte, anche da altre continuità linguistiche neolatine distanti da essa (come quelle gallo-romanze ed ibero-romanze) e da continuità non romanze (principalmente greco-bizantine ed arabo-medievali); data anche la posizione geografica dell'isola, centrale nel Mar Mediterraneo, e predisposta quindi al contatto con tutte le popolazioni che hanno solcato il suddetto mare nel corso dei millenni.

### Antiche parlate indigene della Sicilia
Prima della colonizzazione greca e della penetrazione commerciale fenicia, la Sicilia era abitata unicamente da tre popoli: sicani, elimi e siculi (fra il secondo e il primo millennio a.C.).
L'élimo, lingua parlata dal popolo siciliano stanziatosi nella parte nord-occidentale dell'isola, era probabilmente indoeuropea, e più precisamente di ceppo italico, ma ciò non è stato ancora del tutto assodato, dato che lo studio di questa lingua è relativamente recente e risale agli anni sessanta del XX secolo. Non si sa invece nulla del sicano, lingua del popolo della Sicilia centro-occidentale. Spesso vengono indicate come sicane tutte le iscrizioni non indoeuropee rinvenute nell'isola, ma, in tali casi, si tratta più che altro di supposizioni: non si sa effettivamente molto sulle origini dei sicani, ed esistono solo teorie al riguardo che si rifanno principalmente a Tucidide, il quale li indicava come iberi, ed a Timeo, che li dava per autoctoni, tesi appoggiata inoltre anche da Diodoro Siculo; tuttavia, non esistendo nessuna testimonianza scritta riguardo alla lingua parlata dai sicani, si continua a restare nel campo delle congetture. Per quanto riguarda invece il siculo, idioma dell'antico popolo egemone della Sicilia, è sicuramente una lingua molto vicina al latino, data la sua appartenenza al gruppo latino-falisco delle lingue italiche, e perciò indoeuropea.

### Fenici, greci e romani
Successivamente le coste occidentali dell'isola furono occupate dai fenici, i quali vi fondarono tre empori (fra X ed VIII secolo a.C.), ma, soprattutto, dai greci (a partire dall'VIII secolo a.C.), stanziatisi lungo le restanti coste insulari. Allo stesso tempo, élimi, sicani e siculi si ritirarono nell'entroterra dell'isola, conservando lingua e tradizioni. Sulle tre colonie fenicie della costa occidentale (Palermo, Mozia e Solunto), si parlava la lingua punica. Su quelle orientali e meridionali, si diffuse invece il greco. Quest'ultimo idioma fu per secoli utilizzato come principale lingua di cultura dell'isola, anche in seguito alla conquista da parte dei romani, nel III secolo a.C.. In questo stesso periodo, nella zona dello Stretto, vi si stanziò anche un'altra popolazione italica, quella dei mamertini, i quali portarono con sé la propria lingua di ceppo italico, e più precisamente appartenente al gruppo osco-umbro, per cui indirettamente affine al siculo.
L'arrivo del latino intaccò fortemente il panorama linguistico siciliano. Il punico si estinse già in epoca repubblicana, mentre le parlate indigene andarono a poco a poco scomparendo. Il greco, al contrario, sopravvisse, ma fu prevalentemente utilizzato come lingua delle classi povere dell'isola. I ceti urbani più ricchi e la popolazione delle campagne adottarono invece la lingua latina, che fu favorita anche dalla cristianizzazione e, soprattutto, dalla deduzione di sei importanti colonie di diritto romano, fiorite in epoca augustea.

### Influenza tardo-antica
Con il crollo dell'Impero Romano d'Occidente le invasioni barbariche coinvolsero anche la Sicilia, prima con i vandali e poi con gli eruli e gli ostrogoti, trattandosi nei tre casi di popolazioni germaniche. Posteriormente, il sud della penisola italiana, si trovò politicamente diviso fra il dominio romano orientale o bizantino (il quale aveva come obiettivo cardine la riconquista dell'Occidente perduto e sostituito dai regni romano-barbarici) che comprendeva, oltre alla Sicilia liberata dalle tribù germaniche, anche la Calabria e il Salento e da cui dipendevano formalmente alcune città della costa, come Napoli, Gaeta, Sorrento e Amalfi (le quali si erano nel tempo guadagnate una situazione di pressoché totale autonomia) e i restanti territori italici controllati dai longobardi e suddivisi fra il Ducato di Benevento, il Principato di Salerno e la Signoria di Capua.

### Sviluppo linguistico dal Medioevo
Poco prima dell'anno 1000, nel IX secolo, in Sicilia venne a costituirsi l'emirato omonimo, inizialmente dipendente dalla dinastia aglabita, che si sostituì al controllo bizantino sull'isola. Fu in questo contesto che i Normanni entrarono nella storia dell'Italia meridionale, scacciando i musulmani. Attraverso i Normanni, e mediante il processo di rilatinizzazione dell'isola di Sicilia, subentrarono nel linguaggio siciliano diversi termini gallo-romanzi derivanti dalla lingua normanna, tuttora riscontrabili nel moderno francese e in inglese. Durante il regno normanno, ulteriore lessico neolatino, in questo caso italoromanzo, subentrò in Sicilia tramite le masse popolari provenienti dal Mezzogiorno peninsulare che si mossero verso l'isola al seguito dei nuovi sovrani italo-normanni, in particolar modo provenienti da regioni quali la Campania e la Lucania, nonché attraverso genti provenienti dall'Italia settentrionale, le quali, ripopolando i centri urbani insulari svuotatisi in seguito all'espulsione degli islamici, introdussero in Sicilia i dialetti gallo-italici, diffusisi principalmente nell'entroterra e tuttora vivi nei dialetti galloitalici di Sicilia. Posteriormente, con l'ascesa al trono di Sicilia della dinastia sveva degli Hohenstaufen, e specialmente con il sovrano Federico II, la letteratura e la poesia siciliana vissero un periodo particolarmente florido, dando vita alla cosiddetta Scuola Siciliana, sviluppatasi alla corte di Palermo e fautrice di un significativo impulso su quella che diverrà la lingua italiana.

## Letteratura
La letteratura siciliana comprende i testi letterari scritti in lingua siciliana e si è sviluppata nel Regno di Sicilia a partire dal XIII secolo con la Scuola siciliana.
Essa ha una componente popolare importante, poiché a partire dal XVII secolo (e spesso tuttora) la produzione orale è stata molto più coltivata di quella scritta. Gli studiosi si trovano così di fronte ad un'imponente tradizione popolare, che è stata codificata solo nel XIX secolo, e ad un minor numero di documenti scritti di alto valore letterario.

## Fonologia

### Vocali
A differenza della lingua italiana che usufruisce di un sistema eptavocalico, cioè a sette vocali, il siciliano sfrutta un sistema pentavocalico, cioè formato da cinque vocali: a, e aperta, i, o aperta, u (sebbene alle volte sia possibile incontrare degli allofoni).
Le principali caratteristiche fonetiche sono:
- La a è pronunciata [a] come in italiano.
- La i è pronunciata [i] come in italiano.
- La u è pronunciata [u] come in italiano.

| Latino classico               | Latino classico | Proto-romanzo | Siciliano | Lingue romanze occidentali | Romeno | Sardo |
| lettere                       | IPA             | lettere       | IPA       | IPA                        | IPA    | IPA   |
| ----------------------------- | --------------- | ------------- | --------- | -------------------------- | ------ | ----- |
| ī                             | /iː/            | ī             | /i/       | /i/                        | /i/    | /i/   |
| ȳ                             | /yː/            | ī             | /i/       | /i/                        | /i/    | /i/   |
| i (ĭ)                         | /i/             | i (ĭ)         | /i/       | /e/                        | /e/    | /i/   |
| y (y̆)                         | /y/             | i (ĭ)         | /i/       | /e/                        | /e/    | /i/   |
| ē                             | /ɛː/            | ē             | /i/       | /e/                        | /e/    | /ɛ/   |
| oe                            | /oj/ > /ɛː/     | ē             | /i/       | /e/                        | /e/    | /ɛ/   |
| e (ĕ)                         | /ɛ/             | e (ĕ)         | /ɛ/       | /ɛ/                        | /ɛ/    | /ɛ/   |
| ae                            | /aj/ > /ɛː/     | e (ĕ)         | /ɛ/       | /ɛ/                        | /ɛ/    | /ɛ/   |
| ā                             | /aː/            | ā             | /a/       | /a/                        | /a/    | /a/   |
| a (ă)                         | /a/             | a (ă)         | /a/       | /a/                        | /a/    | /a/   |
| o (ŏ)                         | /ɔ/             | o (ŏ)         | /ɔ/       | /ɔ/                        | /o/    | /ɔ/   |
| ō                             | /ɔː/            | ō             | /u/       | /o/                        | /o/    | /ɔ/   |
| au (alcune parole)            | /aw/ > /ɔː/     | ō             | /u/       | /o/                        | /o/    | /ɔ/   |
| u (ŭ)                         | /u/             | u (ŭ)         | /u/       | /o/                        | /u/    | /u/   |
| ū                             | /uː/            | ū             | /u/       | /u/                        | /u/    | /u/   |
| au (maggior numero di parole) | /aw/            | au            | /aw/      | /aw/                       | /aw/   | /aw/  |

### Consonanti
- La d si pronuncia normalmente [d].
- La ḍḍ è pronunciata retroflessa: [ɖɖ]. Vedi: beḍḍu, cavaḍḍu (bello, cavallo)
- La r si pronuncia retroflessa ([ɽ]) solo se seguita da vocale; oppure come fricativa retroflessa sonora [ʐ]
- Il gruppo tr si pronuncia sempre retroflesso: [ʈɽ]. Vedi: trenu, tri (treno, tre). Eccezion fatta per le Madonie, dove si pronuncia come in italiano.
- Le parole che iniziano o contengono str si pronunciano con l'unione dei due fonemi [ʂɽ]. Vedi: strata (strada).
- La z si pronuncia quasi sempre sorda ([ts]), raramente sonora. Vedi: zùccaru (zucchero) o zùccuru.
- La j si pronuncia [j] come la i italiana di ieri. (Il gruppo consonantico della lingua italiana "gl" assume in siciliano anche la pronuncia "j").
- La h non è sempre muta, in alcune aree questa assume la pronuncia di una fricativa palatale sorda come in tedesco "mich".
- Il gruppo ng assume una pronuncia velare [ŋ]. Ad esempio sangu (sangue) si pronuncia [ˈsaŋŋʊ].

In siciliano sono presenti molte parole con le consonanti duplicate a inizio parola. Le più comuni sono: cci, nni, cchiù, ssa, ssi, ssu, cca, ḍḍocu, ḍḍà.

## Grammatica

### Articoli
Gli articoli determinativi sono (l)u, (l)a, (l)i, l'. Gli articoli lu, la, li (uso minore) spesso perdono la "L" iniziale diventando u, a, i, in base alla parola che segue, la parola che precede e al contesto utilizzato per rendere la frase più comoda. Quelli indeterminativi sono un(u) o nu, na, n'. In siciliano non esiste la forma plurale di questi (ovvero dei e delle): l'uso di un plurale dell'articolo indeterminativo o di un articolo partitivo spesso non è necessario, sebbene si possano usare espressioni come na pocu di, na para di (un paio di), na trina di, ma anche n'anticchia di (un pochino di) ecc. La frase Hai del pane? può essere espressa indifferentemente come Ài pani? oppure Ài n'anticchia di pani?
Nel Trapanese (ad eccezione dei comuni di Marsala, di Trapani e dell'Agro ericino) gli articoli non vengono quasi mai accorciati, soprattutto quelli determinativi.
- La bimba si è nascosta dietro l'angolo: La nutrica s'ammucciau d'arrè la cantunera.
- L'inquilino del piano di sopra ha il passo pesante: Lu vicinu di supra àvi lu peritozzu.
- I custodi sorvegliano le barche dentro il molo: Li vardiani talìanu li varchi dintra lu molu.

A Modica e nelle Isole Eolie sono attestate le forme su/sa (singolare) e si/se o semplicemente si (plurale) derivanti dal pronome latino ipse(/-u)/-a.

### Nomi
I generi sono due: maschile e femminile. Il genere neutro originariamente presente in latino e greco è andato perduto e le parole che vi appartenevano sono confluite nella maggior parte dei casi nel genere maschile, vista la somiglianza tra la seconda declinazione maschile e la seconda declinazione neutra in latino e in greco. In tanti casi, tuttavia, si può riconoscere l'originaria appartenenza di una parola al genere neutro dal suo plurale: spesso, infatti, il plurale in -a o -ora che caratterizzava determinati sostantivi latini si presenta ancora oggi in siciliano. Un esempio sono alcune parti del corpo, quali vrazzu (il braccio, dal latino bracchium) il cui plurale è vrazza (le braccia, dal latino bracchia); o ancora citrolu (cetriolo, da citrolum, diminutivo di citrius) il cui plurale è citrola. È da considerarsi errata l'attuale esistenza del genere neutro in siciliano, nonostante la presenza di tali desinenze sia assai diffusa.

### Aggettivi
Gli aggettivi vanno accordati in genere e numero col sostantivo cui si riferiscono, e come i sostantivi possono essere di genere maschile o femminile. Per il maschile le desinenze sono -u e -i; per il femminile -a e -i; per il plurale -i. Un picciriḍḍu (bambino) può quindi essere beḍḍu (bello) o duci (dolce), ma non sapurita (graziosa).

### Pronomi

#### Personali
- Singolare: iu / jo / je / ju / eo / jeu / eu, tu, iḍḍu, iḍḍa (soggetto); mia, tia, iḍḍu, iḍḍa (complemento); mi, ti, ci / si (particella pronominale).
- Plurale: nuautri / nuiautri / nuiatri / navutri / nantri / niatri / nuvatri (variante alcamese) (noi altri, noi), vuàutri / vuiautri / vuiatri / vavutri / viatri / vantri (voi altri, voi), iḍḍi (loro) (soggetto); nuautri, vuautri, iḍḍi (complemento); ni, vi, ci / si (particella pronominale).

#### Possessivi
- Singolare: ma, me', miu, mo, meo, meu ('mio', 'miei', 'mia', 'mie'), to', toe, toi ('tuo', 'tuoi', 'tua', 'tue'), so, soe, soi ('suo', 'suoi', 'sua', 'sue') / di iḍḍu ('di lui') o di iḍḍa ('di lei')
- Plurale: nostru, vostru, so / di iḍḍi ('di loro')

Gli aggettivi e i pronomi possessivi vanno sempre prima del nome a cui si riferiscono.

#### Relativi
chi, ca, cui / cu', quali (quale, i / le quali)

#### Indefiniti
nenti (niente), nuḍḍu (nessuno), cirtuni / certaduni (alcuni), quarcunu / quarchidunu (qualcuno), qualegghiè (qualunque), zocchegghiè (qualsiasi), cuegghiè (chiunque) ecc.

#### Interrogativi
chi? (cosa?), comu? (come?), cu'? / cui? (chi?), picchì? pirchì? (perché?), quantu? (quanto?), quali? (quale?), quannu? (quando?), unni? / unna? / undi? / aundi? (dove?)

#### Dimostrativi
- Maschile: chistu, chissu, chiḍḍu
- Femminile: chista, chissa, chiḍḍa

### Verbi
In siciliano l'ausiliare per formare i tempi composti è il verbo avere (aviri), il verbo essere (èssiri) si usa solo per la forma passiva. I verbi possono essere: regolari, irregolari, transitivi, intransitivi, riflessivi, difettivi, servili. Rispetto al latino, il sistema verbale è notevolmente semplificato, i modi rimasti sono l'indicativo (i cui tempi sono il presente, il perfetto spesso erroneamente chiamato passato remoto sul modello dell'italiano, l'imperfetto, il piuccheperfetto) e il congiuntivo (i cui tempi sono l'imperfetto e il piuccheperfetto) tra i modi finiti; tra i modi indefiniti rimangono l'infinito, il gerundio ed il participio. Il condizionale, una volta presente, ha visto le sue funzioni assorbite dal congiuntivo, sebbene in pochissime aree della Sicilia ve ne siano dei relitti. Una forma perifrastica paragonabile al passato prossimo italiano, formata da aviri + participio passato esiste ma i suoi usi possono essere diversi a seconda dell'area in cui ci si trova: o in modo simile al passato prossimo italiano (con un aspetto perfettivo, fortemente presente nel dialetto di Caltagirone), o come forma continua assimilabile, per fare un esempio, al present perfect continuous dell'inglese (con un aspetto quindi imperfettivo). Il congiuntivo ha visto la scomparsa del suo presente, le cui funzioni sono state assorbite dall'indicativo presente o dal congiuntivo imperfetto.

#### Futuro
Il futuro al giorno d'oggi viene utilizzato principalmente in forma perifrastica (aviri a + infinito) o attraverso l'indicativo presente che ne assorbe le funzioni (dumani vaju a mari = domani vado / andrò al mare), sebbene una forma sintetica si senta ancora in alcune aree della Sicilia. Lo studioso Giuseppe Pitrè riporta la presenza di un tempo ad hoc nel suo saggio "Grammatica Siciliana". Leonardo Sciascia, rimarcando la quasi totale assenza di un tempo futuro in siciliano, ebbe a dire: «Come volete non essere pessimista in un paese dove il verbo al futuro non esiste?»
La stessa struttura aviri a + infinito viene usata per esprimere il verbo dovere (che originariamente in latino è un composto del verbo avere, de + habere).
Ogni verbo usufruisce di una forma diversa per ognuna delle sue persone, ragion per cui il soggetto è spesso non necessario.

### Avverbi
-Di luogo: 
- Sotto: sutta
- Sopra: supra, ncapu
- Giù: jusu
- Su: susu
- Lì: ḍḍocu
- Qua: ccà
- Là: ḍḍà
- Dove: unni, unna, undi, aundi
- Intorno: ntornu
- Dentro: dintra
- Fuori: fora
- Davanti: avanti, davanzi, nn'avanzi
- Vicino: vicinu/appressu
- Lontano: arrassu/luntanu
- Verso: a jiri, ammeri
- A fianco: allatu/attagghiu, dattagghiu
- Dietro: n'arrè

-Di tempo: 
- Dopo: doppu
- Prima: avanti, apprima
- Adesso, ora: ora
- Ieri: ajeri
- Oggi: oji, stajurnata, stujornu
- Domani: dumani
- Quando: quannu, quandu
- Mai: mai
- Mentre: mentri
- Fino: nzinu/nfinu
- Intanto: accuntu

-Di quantità:
- Abbastanza: bastanti
- Quasi: quasi, quasica
- Meno: menu
- Più: cchiù
- Poco: picca
- Quanto: quantu
- Molto, assai: assai
- Tanto: tantu
- Un pochino: anticchia/annicchia (o tanticchia/tannicchia)

-Di maniera:
- Come: comu
- Bene: bonu
- Male: mali, tintu, malu
- Così: accussì
- Circa: ammeri
- Inutilmente: ammàtula, ambàtula
- Di nascosto: a mucciuni
- All'improvviso: a strasattu, a ntrasatta, tuttu nzemmula
- A poco a poco, subdolamente: a picca a picca, nzuppilu

-Altri avverbi: siccome, dunque, anche, avanti, in primis (prima di tutto), in mezzo, invece.
| siccomu | annunca | macari | avanti | prìmisi | Ammenzu, nnô menzu | mmeci, a locu di |

### Preposizioni
Le preposizioni semplici sono:
| a | cu | n | di | pi | nna | nni | nta | ntra | sinza | supra | sutta |

Queste preposizioni possono essere usate anche come articoli determinativi:
| Preposizione: | + Articolo: lu = | + Articolo: la = | + Articolo: li = | + Articolo: un = |
| ------------- | ---------------- | ---------------- | ---------------- | ---------------- |
| a             | ô                | â                | ê                | ôn               |
| cu            | cû / cô          | câ               | chî / chê        | c'un             |
| di            | dû / dô          | dâ               | dî / dê          | d'un             |
| pi            | pû / pô          | pâ               | pî / pê          | p'un             |
| nna / nni     | nnô / nnû        | nnâ              | nnê / nnî        | nn'un            |
| nta / nti     | ntô / ntû        | ntâ              | ntê / ntî        | nt'un            |
| ntra          | ntrô             | ntrâ             | ntrê             | ntr'un           |

### Congiunzioni
i/e, pure, pure, però, neanche, ancora, anche, ma, perché, seppure, invece.
| i/e | puru | sparti | pirò | mancu | ancora | videmma | ma | picchì | sippuru | mmeci |

## Vocabolario

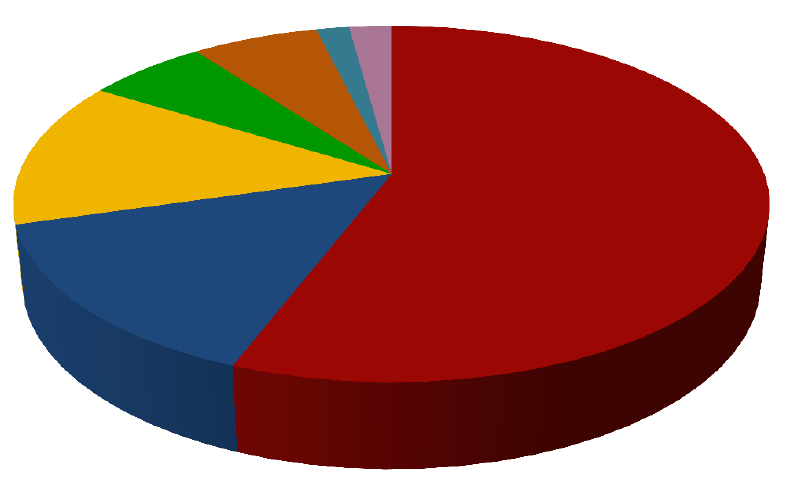
Analisi etimologica di 5.000 termini tratti dal Dizionario etimologico siciliano di Salvatore Giarrizzo:
2.792 (55,84%)
733 (14,66%)
664 (13,28%)
318 (6,36%)
303 (6,06%)
107 (2,14%)
83 (1,66%)

### Substrato mediterraneo (preindoeuropeo) ed indoeuropeo
I più antichi substrati, spesso di matrice preindoeuropea e visibili in siciliano ancora oggi, esibiscono sia elementi mediterranei preistorici che elementi indoeuropei protostorici o, in alcuni casi, elementi di transizione fra entrambe continuità. Si può quindi affermare che vi sia la presenza di termini preindoeuropei nei dialetti siciliani. In qualunque caso, per ciò che concerne i termini di etimo preistorico, non si può stimare con certezza il momento esatto nel quale tali termini siano comparsi in siciliano, o se i siciliani li abbiano ereditati direttamente dalle autoctone popolazioni preindoeuropee o se tali termini siano subentrati in altro modo.
I termini di derivazione mediterranea (o preindoeuropea) fanno spesso riferimento a piante endemiche del bacino mediterraneo o ad altre caratteristiche naturali del territorio, ad esempio:
- alastra - parola generica per alcune specie di leguminose spinose
- ammarrari - costruire un canale, un passaggio e simile; fermare, bloccare, ad esempio una corrente d'acqua
- calancuni - onda alta e impetuosa di fiume o di torrente in piena
- racioppu - raspollo, da tema mediterraneo rak
- timpa - collina, poggetto, balza (in greco týmba, tumolo, latino tumba e tumulus).

Per ciò che concerne invece le parole di chiara origine indoeuropea, possono ovviamente presentare similitudini anche con termini attestatisi in altri contesti di attuale lingua indoeuropea decisamente più distanti - tanto filologicamente come geograficamente - dal siciliano o dalle lingue italo-romanze in generale. Alcuni esempi di questi sono:
- dudda - mora; come indoeuropeo roudho, gallese rhudd, serbo rūd, lituano rauda significando il colore "rosso"; cfr. romeno "dudă"
- scrozzu - infermiccio, venuto su a stento, imbozzacchito; cfr. lituano su-skurdes, arrestato nella sua crescita.

### Influenza ellenica (classica e bizantina)
Come per tutta la continuità italo-romanza meridionale estrema, anche per il siciliano, quella greca rappresenta, in assoluto, la principale influenza esterna sull'idioma locale, dato che, a differenza di qualsiasi altra influenza esteriore - che è limitata unicamente a prestiti lessicali, e quindi solamente di adstrato e null'altro - quella della lingua greca, dovuto anche alla sua millenaria presenza nell'isola, non ha solamente intaccato il lessico, ma è bensì penetrata anche nel substrato vernacolare dei parlanti siciliano, anteriormente attraverso il greco antico e, posteriormente, tramite il greco bizantino, i quali sono coesistiti per lungo tempo in diglossia con il latino. A causa di quanto detto, per una parola di origine greca presente nei dialetti siciliani, non è filologicamente facile risalire a quale periodo greco i siciliani iniziarono ad usarla (se in epoca magnogreca o in epoca bizantina) o, ancora, se la stessa parola non sia arrivata in Sicilia per vie diverse. Ad esempio, in epoca romana, nella Sicilia nel III secolo a.C., la lingua latina aveva già preso in prestito diverse parole dalla lingua greca antica.
Le seguenti parole siciliane sono di origine greca (sono inclusi alcuni esempi dove è poco chiaro se la parola derivi direttamente dal greco o se sia giunta nel linguaggio siciliano attraverso il latino):
- babbaluciu - lumaca (da boubalàkion), chiocciola
- babbiari - scherzare (da babazo, da cui abbiamo: babbazzu, babbu e babbùattu, stupido; in latino babulus e balbus, balbuziente)
- bucali - boccale (da baukális)
- bùmmulu - piccola brocca per l'acqua (da bombyle; in latino bombyla)
- càntaru tazza (da kántharos, coppa)
- cartedda - grande cesta intessuta di canne o altro materiale legnoso (da kartallos; in latino cratellum)
- carusu - ragazzo (da koùros; in latino carus, caro, cfr. sanscrito caruh, amabile)
- casèntaru/casèntula - lombrico (da gâs ènteron)
- chiànca - macelleria (chiàncheri macellaio - dal verbo greco kiankeo macellare)
- cirasa - ciliegia (da kerasós; in latino cerasum)
- ciciulìu - dolce pasquale di forma circolare, chiacchiera (da kyklos)
- cona - icona (da eikóna; in latino icona)
- crastu - montone (da kràstos, in latino castratus)
- crivu - setaccio (da krino)
- cuddura - pane di forma circolare (da kollyra; in latino collyra)
- cufinu - cestino (da kophynos)
- fasolu - fagiolo (da fasèlos)
- macàri - beato, anche (da makàrios)
- màrmaru - marmo (da mármaros)
- tumazzu - formaggio stagionato (da tumassu, cfr. italiano toma, tipo di formaggio che in siciliano è chiamato tuma)
- rasta - vaso per piantarvi fiori (da grasta; in latino gastra, vaso panciuto)
- liccu - ghiotto (da liknos).
- naca - culla (da nake)
- nicu - piccolo (da nicròs, variante di micròs)
- ntamari - sbalordire (da thambeo)
- pistiari - mangiare (da esthìō)
- piricòcu - albicocco (da berikoko)
- pitrusinu - prezzemolo (da petroselinon, sedano delle pietre)
- timogna - cumulo di grano (da themoonia)
- tuppiàri/tuppuliari - bussare (da typtō).

### Antichi nomi propri di persona e cognomi siciliani
Gli antichi nomi propri di persona, autoctoni siciliani, ma di etimologia greca e di influenza dorica, si vennero a formare per il passaggio del th greco in lettera (f): th greco = θ = f, suffisso greco αἰος = eo, caratteristica dei Dori di Sicilia. Nel Medioevo i seguenti nomi propri di persona divennero cognomi Siciliani:
- dal greco dorico Aλθαἰος = Alfeo nome proprio di persona = cognome Alfeo o Alfei
- dal greco dorico Θαἰος = Feo nome proprio di persona = cognome Feo o Fei (presente anche come

aferesi del già menzionato Alfeo)
- dal greco dorico Γρἰθθαἰος = Griffeo nome proprio di persona = cognome Griffeo o Griffei
- dal greco dorico Μαθθαἰος = Maffeo nome proprio di persona = cognome Maffeo o Maffei
- dal greco dorico Νυνζἰος = Nunzio nome proprio di persona = cognome Nunziato o Nunzi (presente anche come ipocoristico maschile del nome Annunziata)
- dal greco dorico Oρθαἰος = Orfeo nome proprio di persona = cognome Orfeo o Orfei

### Arabismi
La Sicilia venne conquistata, progressivamente, dai berberi arabizzati dell'Ifriqiya, dalla metà del IX secolo alla metà del X secolo. Durante il periodo di esistenza dell'Emirato di Sicilia, l'isola poté godere di un'epoca di continua prosperità economica e di un'attiva vita culturale, intellettuale ed artistica. L'influenza della lingua araba è riscontrabile, unicamente, in non più di trecento parole, la maggior parte delle quali relazionata all'agricoltura o ad attività relative a quest'ultima. Ciò è comprensibilmente dovuto al fatto che gli arabi introdussero in Sicilia nuovi modelli agricoli, nonché un moderno sistema di irrigazione e nuove specie vegetali, divenute nel corso dei secoli endemiche dell'isola e presenti tutt'oggi.
I seguenti termini sono di etimologia araba:
- brunìa/burnia - barattolo (da burniya)
- cafisa - misura di capacità per l'olio (da qafiz)
- camula - tarma (da qamil/qamla, pidocchio)
- balata - pietra o balaustra; per estensione tomba (da balat, pietra, cfr. maltese blata)
- capu-rrais - capo, capobanda (da raʾīs, capo)
- carrubba - frutto del carrubo (da harrub))
- dammusu - soffitto (dal verbo dammūs, cavità, caverna)
- gebbia - vasca di conservazione dell'acqua utilizzata per l'irrigazione (da jabh, cisterna)
- giuggiulena - seme di sesamo (da giulgiulan)
- giurana - rana (da jrhanat)
- jarrùsu - giovane effeminato (da ʿarùsa, sposa)
- limmìccu - moccio (da al-ambiq)
- maìdda - recipiente in legno usato per impastare la farina (da màida, mensa, tavola)
- mischinu - poverino (dall'arabo miskīn, cfr. maltese miskin)
- noria - ruota idraulica (dall'arabo n'r, zampillare)
- saia - canale (da sāqiya, irrigatrice)
- sciàbaca/sciabachèju - rete da pesca (da sabaka)
- tabbutu - bara da tabút[57]
- taliàri - guardare, osservare (da ṭalaʿa´)
- tannùra - cucina in muratura (da tannūr, forno)
- tùmminu - tumolo (misura agraria) (da tumn)
- zammara - agave (da sabbara)
- zaffarana - zafferano (da zaʿfarān)
- zagara - fiore dell'arancio (da zahra, fiore)
- zaccànu - recinto per le bestie (da sakan)
- zammù - anice (da zammut)
- zibbibbu - tipo di uva a grossi chicchi (da zabīb, "uva passita"), dalla quale deriva il vino omonimo
- zìrru - recipiente (da zir)

Diversi sono anche i toponimi arabi:
- Alcàntara deriva da al-qantar, arco o ponte
- Alia deriva da yhale
- Favara da fawwara, sorgente di acqua
- Calascibetta, Calatabiano, Calatafimi, Caltabellotta, Caltagirone, Caltanissetta, Caltavuturo derivano da qalʿat, cittadella, fortificazione
- Marsala da Marsa Allāh/Alì, porto di Dio/Grande
- Marzamemi da Marsa al Hamam, porto delle allodole, delle tortore
- Mongibello, Gibellina, Gibilmanna, Gibilrossa da gebel, monte
- Racalmuto, Regalbuto, Racalmare, Ragalna, Regaleali da rahal, luogo di soggiorno, quartiere, casale
- Giarre, Giarratana da giarr, contenitore o giara di terracotta
- Misilmeri, da Menzel-el-Emir, villaggio dell'emiro
- Donnalucata, da Ayn-Al-Awqat, fonte delle ore, delle stagioni
- Mazara del Vallo, da Mazar, tomba, sepoltura di un uomo pio

Nonché l'etimologia di alcuni cognomi:
- Butera - forse da italianizzazione del nome arabo Abu Tir (padre di Tir), oppure dal mestiere del capostipite espresso dal vocabolo arabo butirah, pastore
- Buscema - abi samah, quello che ha il neo
- Caruana - dall'arabo, dal persiano kārwān, comitiva di mercanti
- Cassarà - da qasr Allah, castello di Allah (o Alì)
- Fragalà - "gioia di Allah"
- Taibi - tayyb "molto buono"
- Vadalà, Badalà - "servo di Allah"
- Zappalà - "forte in Allah"
- Zizzo - aziz "prezioso"
- Sciarrabba/Sciarabba - da sarab, bevanda (di solito vino o altri alcolici)

### Lasciti gallo-italici
Particolarmente interessante è l'influenza delle lingue gallo-italiche, e in particolar modo dell'idioma lombardo, in alcuni comuni della Sicilia. Ancora oggi ritroviamo i cosiddetti dialetti gallo-italici siciliani nelle zone dove l'immigrazione lombarda fu più consistente, vale a dire nei comuni di San Fratello, Novara di Sicilia, Nicosia, Sperlinga, Valguarnera Caropepe, Aidone e Piazza Armerina. Il dialetto gallo-italico non è sopravvissuto in altre importanti colonie lombarde di Sicilia, come Randazzo, Caltagirone e Paternò (anche se, in questi ultimi casi, ha comunque influenzato il vernacolo siciliano locale), così come non sopravvisse nella lingua siciliana parlata in alcuni altri comuni della Sicilia.
L'influenza lombarda, inoltre, è possibile riscontrarla nell'etimologia di alcune parole della lingua siciliana, comuni a tutti i dialetti della Sicilia:
- orbu - cieco (da orb, a sua volta dal latino orbum)
- arricintari - risciacquare (da rexentar, cfr. insubre resentà)
- lunniri/lunnirìa - lunedì (da lunes)
- martiri - martedì (da martes)
- mercuri - mercoledì (da mèrcor)
- joviri - giovedì (da juovia)
- venniri - venerdì (da vènner)
- sàbbatu/sabbaturìa - sabato (da sabàt)
- duminica/duminicarìa - domenica (da domenixàn)

### Lasciti gallo-romanzi
Quando i due condottieri normanni più famosi dell'Italia meridionale, vale a dire, colui che sarebbe divenuto Ruggero I di Sicilia e suo fratello, Roberto il Guiscardo, iniziarono la conquista della Sicilia nel 1061, controllavano già l'estremo sud dell'Italia (la Puglia e la Calabria). A Ruggero sarebbero stati necessari altri trent'anni per completare la conquista dell'isola. Durante questo periodo, la Sicilia si latinizzò e cristianizzò per la seconda volta, facendo sì che, diversi termini gallo-romanzi di derivazione normanna, subentrassero nel lessico dei vernacoli locali; per esempio:
- avugghia - ago (dal francese aiguille)
- darrìeri - dietro (da derrière)
- àutru - altro (da autre)
- bucceri/vucceri - macellaio (da boucher, cfr. il mercato di Palermo La Vuccirìa, vuccirìa significa anche confusione)
- buatta - latta, barattolo (da boîte, antico boiste, dal latino *buxida)
- custureri - sarto (da coustrier)
- dornavanti - da ora in poi (da dorénavant)
- firranti - grigio (da ferrant)
- foḍḍi - pazzo (da fol, cfr. francese fou)
- giarnu - giallo (dal francese jaune)
- giugnettu - luglio (da juignet)
- lariu - brutto (da laid, cfr. Italiano laido, di origine celtica)
- largasìa - generosità (da largesse)
- mustàzzu - baffi (da moustache, cfr. inglese mustache)
- nzajari - provare (da essayer)
- puseri - pollice (da poucier)
- quasetti/cosetti - calze (da "chausettes")
- racìna - uva (da raisin)
- rua - via (da rue)
- stujari - asciugare, strofinare (da essuyer)
- trippari / truppicari - inciampare (dal normanno triper; ma anche provenzale trepar)
- tummari / attummuliari - cadere (da tomber)
- trubberi - tovaglia da tavola (da troubier)

Altri prestiti gallo-romanzi sono quelli subentrati nel siciliano attraverso il provenzale antico, e ciò ha due possibili cause: 
1. alcune parole del provençal potrebbero essere entrate a far parte del linguaggio siciliano durante il regno della regina Margherita, fra il 1166 e il 1171 quando, suo figlio, Guglielmo II di Sicilia, fu incoronato re all'età di 12 anni. La regina fece attorniare il giovane sovrano da uno stuolo di consiglieri provenienti dalla Provenza, nel sud della Francia e, quindi, è probabile che diversi termini del provençal, attraverso la corte, subentrarono nelle prime prose in aulico siciliano scritte da autori locali durante quel medesimo periodo, diffondendosi di conseguenza nel parlato popolare.
2. la scuola siciliana (discussa sotto) è stata influenzata della tradizione poetica dei trovatori provenzali  (troubadours). Inoltre, attenendoci ad un elemento importante della cultura siciliana, e cioè la tradizione delle marionette siciliane (l'òpira dî pupi) e quella dei cantastorî, possiamo riscontrare senza alcun dubbio che i trovatori provenzali erano attivi durante il regno di Federico II di Svevia e che, con molta probabilità, alcune parole del provençal siano state assimilate nella lingua siciliana in questo modo.[60] Alcuni esempi di parole siciliane derivate dal provençal sono:

- aḍḍumari – accendere (da allumar)
- aggrifari – rapinare (da grifar)
- lascu - sparso, largo, sottile, raro (da lasc, da cui il verbo 'allascarisi', allontanarsi, scostarsi)
- lavanca - precipizio (da lavanca) da cui allavancari, cadere
- paru/pariggiu - uguale (da paratge)

### Prestiti ibero-romanzi
È possibile riscontrare un cospicuo numero di prestiti di adstrato d'alcune lingue parlate nella penisola iberica - in particolar modo dal castigliano, e, in minor misura, dal catalano - nel siciliano, sebbene essi siano limitati esclusivamente al lessico superficiale, come, ad esempio, al nome di specifici oggetti o alla definizione di taluni atteggiamenti. Tuttavia, specialmente per quanto riguarda il castigliano, è errato attribuire all'influenza spagnola ogni singola somiglianza tra il siciliano e quest'idioma: essendo ambedue lingue romanze o neolatine, la maggior parte degli elementi comuni o somiglianti vanno infatti fatti risalire esclusivamente al latino volgare o, tutt'al più (e soprattutto nel caso specifico del siciliano), anche ad altre continuità romanze - come quelle gallo-romanze e gallo-italiche - attraverso le quali, alcuni termini, possono essere subentrati in maniera simile tanto nel siciliano come nel castigliano.
Va anche tenuto in conto che, a partire dalla metà del XVI secolo - e quindi nel pieno dell'epoca in cui il Regno di Sicilia divenne un viceregno governato dalla monarchia ispanica - la lingua ufficiale e amministrativa dell'isola, così come in tutti gli altri regni e Stati italiani preunitari, in sostituzione del latino, era ormai già divenuta l'italiano (con l'unica eccezione del Regno di Sardegna insulare, dove l'italiano standard assunse tale posizione soltanto a partire dal XVIII secolo).
Alcuni esempi di castiglianismi nei dialetti siciliani sono:
- abbuccari - cadere di lato, capovolgere, inclinare (da abocar)
- accabbari - concludere, finire (da acabar)
- asciari - trovare, ritrovare (da hallar)
- attrassari - ritardare (da atrasar)
- criàta - serva (da criada)
- currìa - cinghia (da correa)
- curtigghiu - cortile, pettegolezzo (da cortijo)
- làstima - lamento, fastidio (da lástima, pena)
- manta - coperta (da manta)
- mpanatigghi - “impanatelle”, dolce tipico modicano (la cui etimologia potrebbe essere relazionata al termine empanadillas)
- nzajari - provare (da ensayar)
- ntonzi - allora (da entonces)
- paracqua / paraccu - ombrello (da paraguas)
- percia - gruccia (da percha, dal latino pertica)
- punzeddu - pennello (da pincel)
- sartania - padella (da sartén)
- taccia - chiodo (da tacha)
- Vàia! / Avàia - Ma và! / Ma dai! / Uffa! (da ¡Vaya!)

Nel caso del catalano - il quale è perlopiù incluso tra le lingue lingue occitano-romanze o, in alcuni casi, considerato di transizione fra la continuità ibero-romanza e quella occitano-romanza - la formazione di alcune parole derivanti dal latino ha avuto esiti simili a quelli di alcuni termini del siciliano, senza che però vi sia necessariamente presente, per entrambe le parti, un processo etimologico di derivazione esterno alla lingua latina. Specificando quindi che, un termine con esiti analoghi a quelli del siciliano in altre lingue romanze, non sta a significare che esso sia passato da queste ultime in siciliano o in eventuali altre lingue neolatine che dovessero presentare la stessa analogia, e viceversa.
Alcuni esempi di catalanismi nei dialetti siciliani sono:
- acciaffari - schiacciare (da aixafar)
- accupari - soffocare dal caldo (da acubar)
- affruntàrisi - vergognarsi (da afrontar-se, che significa anche "confrontarsi")
- arrascari - grattare, raschiare (da rascar)
- arriminari - mescolare (da remenar)
- capuliari - tritare (da capolar)
- fastuchi - pistacchi (da festuc)
- nzirtari - indovinare (da encertar)
- pila (al femminile) - lavello, vasca (da pila).
- priàrisi - rallegrarsi (da prear-se)
- stricari - strofinare (da estregar)

### Prestiti dall'inglese statunitense
Alcune parole della lingua siciliana derivano dal contatto con l'inglese parlato negli Stati Uniti. Questo è dovuto alla grande emigrazione di massa post-risorgimentale, quando, partendo dalla Sicilia e da altri porti italiani, sbarcarono ad Ellis Island (fra il 1892 ed il 1924) un gran numero di siciliani.
Il secondo periodo di contatto fra le due lingue è inevitabilmente legato alla fine della seconda guerra mondiale, nonché al più recente avvento della globalizzazione, la quale ha fatto sì che svariati termini inglesi subentrassero in diverse lingue europee.
Alcuni esempi di anglicismi statunitensi sono:
- firrabbottu - traghetto (da ferry boat)
- piscipagnu - pino rigido (da pitch-pine)
- bissinìssi - affare (da business)
- fruzatu - congelato (da frozen)
- frichicchiu - palla contesa nel gioco del calcio, e tirata in mezzo a due giocatori avversari dall'arbitro (da free-kick, adottato nel dopo guerra, in seguito allo sbarco degli statunitensi in Sicilia).

## Sistema di scrittura
Non essendoci una standardizzazione ortografica ufficiale, vi sono varie scuole di pensiero sul numero e sulla tipologia di grafemi dell'alfabeto siciliano. A seconda delle varie proposte esso può essere composto da 22, 23 o 36 grafemi in caratteri latini. 
Di seguito una delle proposte. Tra parentesi i grafemi di altre proposte.
A B C (Ç) D ḌḌ E F G H I J (K) L M N O P Q R S T  U V (W)(X)(Y) Z 
La K a seconda della proposta, viene utilizzata come C "dura" o solo per parole straniere. W e Y invece vengono adottate ed usate esclusivamente per parole straniere. La Q talvolta viene sostituita dalla K. La DD (talvolta ḍḍ )siciliana si differenzia dalla doppia d italiana. I nessi STR, TR, DR, NG (talvolta segnati come simboli a se stanti) seguono una pronuncia anch'essa differente da quella italiana. X e Ç sono il derivato dello FL latino che in siciliano diventa "sc dolce " ( lat. "florem" = sic. xiuri o çiuri, a seconda della proposta ortografica applicata ). J è semivocale e viene usata come una i o in sostituzione della G dolce. Alcune proposte ortografiche usano dei segni diacritici per segnare i grafemi con suoti tipici del siciliano come ḍ, ṭ, ṣ e ṅ. Segni grafici usati in siciliano sono l'accento grave, il circonflesso e la dieresi (nelle vocali i e u). L'accento grave va messo quando l'accento cade nell'ultima vocale (come in italiano), come accento tonico e quando una parola finisce in "-ia" (es.: catigurìa, camurrìa, etc.). Il circonflesso è usato per indicare che la parola è stata contratta, in particolare nelle preposizioni articolate: di lu = dû. La dieresi è usata nei rarissimi casi dove occorre separare un dittongo (es.: sbrïugnatu).

## Esempi

### Estratto di Antonio Veneziano

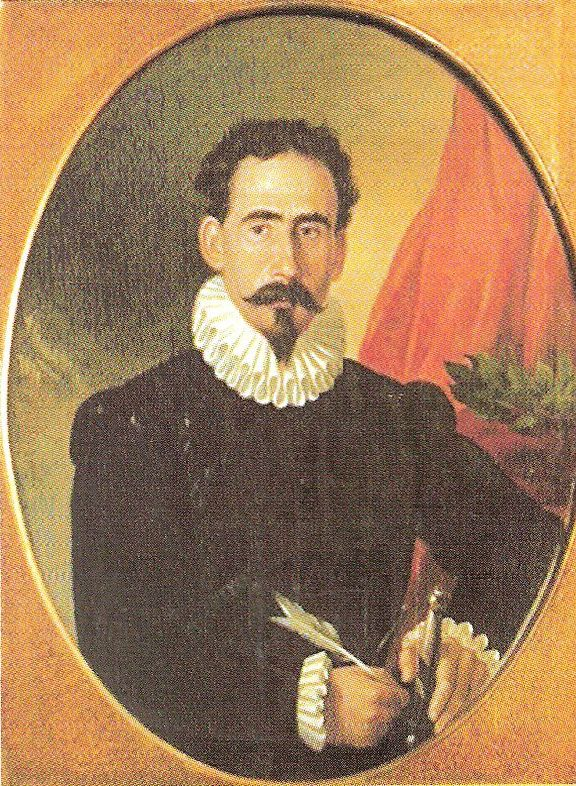
Ritratto di Antonio Veneziano, opera di Salvatore Giaconia (1825-1899), Palazzo comunale di Monreale.

#### Celia, Lib. 2
(~1575 - 1580)
| Siciliano                                | Italiano                                               |
| ---------------------------------------- | ------------------------------------------------------ |
| Non è xhiamma ordinaria, no, la mia      | Non è fiamma ordinaria, non la mia                     |
| è xhiamma chi sul'iu tegnu e rizettu,    | è una fiamma che sol'io tengo a riposo,                |
| xhiamma pura e celesti, ch'ardi 'n mia;  | una fiamma pura e celeste che arde in me;              |
| per gran misteriu e cu stupendu effettu. | per gran mistero e con stupendo effetto.               |
| Amuri, 'ntentu a fari idulatria,         | Amore, intento a fare idolatria,                       |
| s'ha novamenti sazerdoti elettu;         | si è nuovamente a sacerdote eletto;                    |
| tu, sculpita 'ntra st'alma, sì la dia;   | tu, scolpita dentro quest'anima, sei la dea;           |
| sacrifiziu lu cori, ara stu pettu.       | il mio cuore è il sacrificio, il mio petto è l'altare. |

### Altro di Antonio Veneziano
| Siciliano | Italiano |
| --- | --- |
| « Omeru nun scrissi pi grecu chi fu grecu, o Orazziu pi latinu chi fu latinu? E siḍḍu Pitrarca chi fu tuscanu nun si piritau di scrìviri pi tuscanu, pirchì ju avissi a èssiri evitatu, chi sugnu sicilianu, di scrìviri pi sicilianu? Àju a fàrimi pappajaḍḍu di la lingua d'àutri? » | « Non scrisse Omero che fu greco in greco, o Orazio che fu latino in latino? E se Petrarca che fu toscano non si peritò di scrivere in toscano, perché dovrebbe essere impedito a me, che son siciliano di scrivere in siciliano? Dovrei farmi pappagallo della lingua d'altri? » |

### Estratto di Giovanni Meli

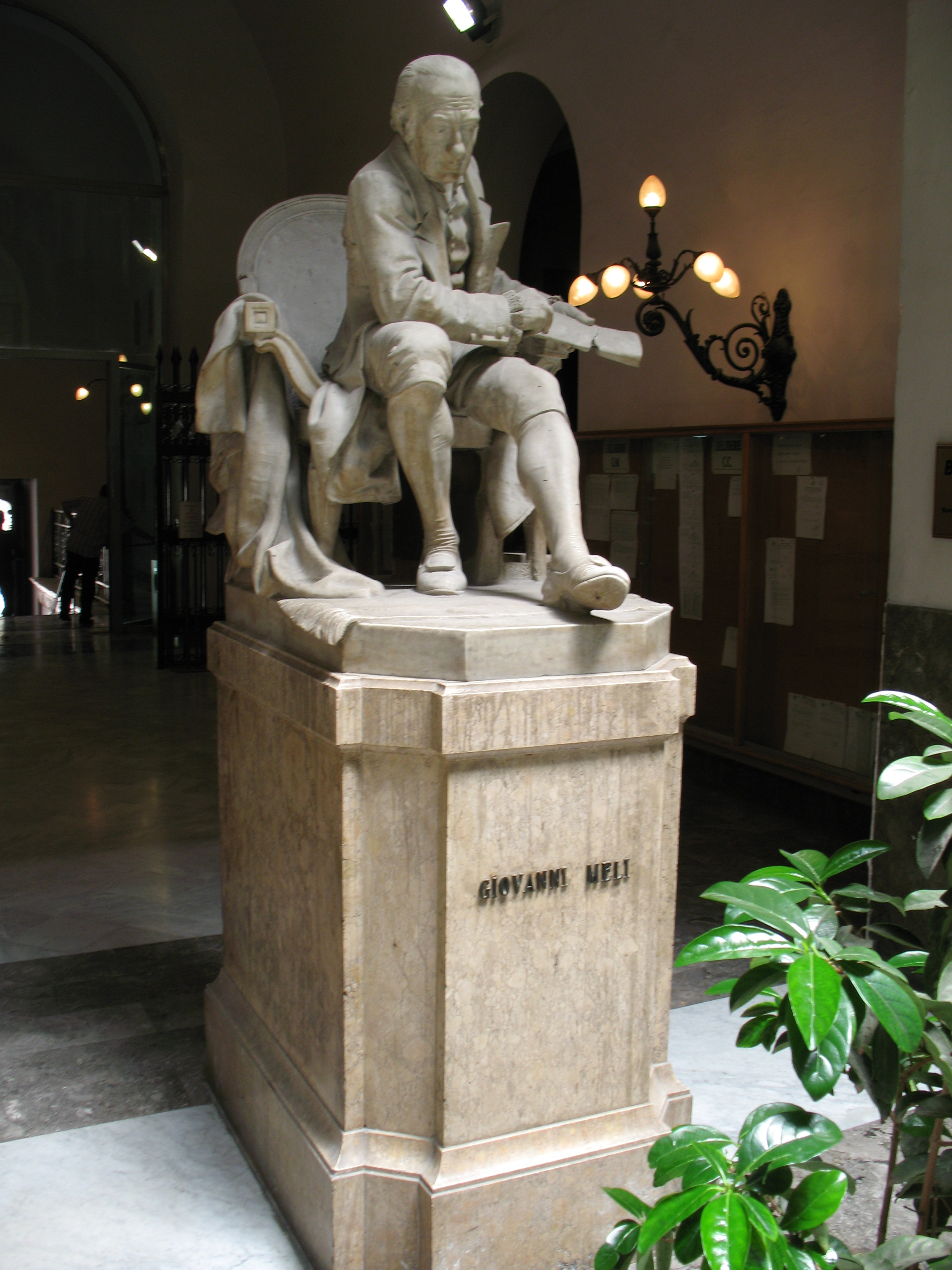
Statua di Giovanni Meli presso il Palazzo Pretorio (Palermo)

#### Don Chisciotti e Sanciu Panza (Cantu quintu)
(~1790)
| Siciliano                                | Italiano                                   |
| ---------------------------------------- | ------------------------------------------ |
| Stracanciatu di notti soli jiri;         | travestito di notte suole andare           |
| S'ammuccia ntra purtuni e cantuneri;     | Si nasconde fra portoni e angoli di strade |
| cu vacabunni ci mustra piaciri;          | con i vagabondi gli fa piacere stare;      |
| poi lu so sbiu sunnu li sumeri;          | poi il suo svago sono i somari             |
| li pruteggi e li pigghia a ben vuliri, ; | li protegge e li prende a ben volere       |
| li tratta pri parenti e amici veri;      | li tratta da parenti ed amici veri         |
| siccomu ancura è n'amicu viraci          | poiché è ancora un amico verace            |
| di li bizzari, capricciusi e audaci.     | di quelli bizzarri, capricciosi e audaci.  |

### Estratto diEco della Sicilia- Francesco Paolo Frontini
| Siciliano                              | Italiano                                  |
| -------------------------------------- | ----------------------------------------- |
| Ciuri di paparina!                     | Fiore di paparina!                        |
| Moru di sonnu pri na signurina.        | Non dormo mai per una signorina.          |
| Ciuri di camumidda!                    | Fiore di camomilla!                       |
| Astanotti mi nzunnai d'amari a Pidda.  | Stanotte mi sognai d'amare Pilla.         |
| Ciuri di chistu ciuri!                 | Fiore di questo fiore!                    |
| Ti l'haju pirchì si lu primu amuri.    | Io l'ho con te perché sei'l primo amore.  |
| Ciuriddu di granatu!                   | fiorellino di melograno                   |
| Cu campa senza mugghieri è scunzulatu. | Chi vive senza sposa è sconsolato.        |
| Ciuriddu di patata!                    | Fioretto di patata!                       |
| Quantu beni cci vogghiu a na criata.   | Voglio un gran bene a una servetta amata. |
| Ciuri di tuttu l'annu!                 | Fiore di tutto l'anno!                    |
| Lu meli siti e lu pani cci abbagnu.    | Voi siete il miele dove'l pane io bagno.  |

### Estratto di Nino Martoglio

#### Briscula 'n Cumpagni
(~1900)
| Siciliano                                     | Italiano                                        |
| --------------------------------------------- | ----------------------------------------------- |
| —Càrricu, mancu? Cca cc'è 'n sei di spati!... | —Nemmeno un carico? Qui c'è un sei di spade!... |
| —E chi schifiu è, di sta manera?              | —Ma che schifo, in questo modo?                 |
| —Don Peppi Nnappa, d'accussì jucati?          | —Signor Peppe Nappa, ma giocate così?           |
| —Misseri e sceccu ccu tutta 'a tistera,       | —Messere e asino con tutti i finimenti,         |
| comu vi l'haju a diri, a vastunati,           | come ve lo devo dire, forse a bastonate,        |
| ca mancu haju sali di salera!                 | che non ho nemmeno il sale per la saliera!      |

### Frasi esempio
- Se = Sì
- No, Nonzi = No
- Sabbinidica!, Assabbinidica! = Salve! / Ciao!
- Ni videmu! = Ci vediamo!
- Ni sintemu! = Ci sentiamo!
- A biatu! = A presto!
- Salutamu! = Arrivederci!
- Grazzi assai! = Tante grazie!
- Bonjornu = Buongiorno
- Bona sira = Buonasera
- Bona notti = Buonanotte
- Comu sì? = Come stai?
- Pi favuri = Per favore
- Ou! = Ehi!
- Pi piaciri = Per piacere!
- Mi scusassi = Mi scusi
- Amunì! = Andiamo! / Forza! / Dai!
- Amuninni = Andiamocene
- Arreri!, Attorna! = Di nuovo!
- Accura! = Attenzione!
- Sapiḍḍu... = Chissà...
- Cchi voli? = Che cosa vuole?
- Parri sicilianu? = Parli siciliano?
- Nun capixu (Nun capisciu) = Non capisco
- T'â stari mutu! / Zìttiti! = Taci! / Sta' zitto!

## Film girati in siciliano
Elenco di film girati, in tutto o in parte, in siciliano:
- La terra trema di Luchino Visconti (1948)
- Il cammino della speranza di Pietro Germi (1950)
- Il padrino (The Godfather) di Francis Ford Coppola (1972)
- il padrino - Parte II (The Godfather: Part II) di Francis Ford Coppola (1974)
- Salvatore Giuliano di Francesco Rosi (1962)
- Nuovo Cinema Paradiso di Giuseppe Tornatore (1988)
- Mery per sempre (1988) di Marco Risi
- Ragazzi fuori (1990) di Marco Risi
- Il padrino - Parte III (The Godfather: Part III) di Francis Ford Coppola (1990)
- Le buttane (1994) di Aurelio Grimaldi
- Lo zio di Brooklyn (1995) di Ciprì e Maresco
- La lupa (1996) di Gabriele Lavia
- Totò che visse due volte (1998) di Ciprì e Maresco
- Placido Rizzotto (2000) di Pasquale Scimeca
- Respiro (2002) di Emanuele Crialese
- Due amici (2002) di Spiro Scimone e Francesco Sframeli
- Il ritorno di Cagliostro (2003) di Ciprì e Maresco
- Nuovomondo (2006) di Emanuele Crialese
- Salvatore - Questa è la vita (2006) di Gian Paolo Cugno
- Il dolce e l'amaro (2007) di Andrea Porporati
- Rosso Malpelo (2007) di Pasquale Scimeca
- L'infernale Litterio (2007) di Nicola Calì
- La Terramadre (2008) di Nello La Marca
- La siciliana ribelle (2009) di Marco Amenta
- Baarìa di Giuseppe Tornatore (2009)
- Prove per una tragedia siciliana (Rehearsal for a Sicilian Tragedy), regía di Roman Paska (2009)
- La bella società di Gian Paolo Cugno (2010)
- La scomparsa di Patò (2010) di Rocco Mortelliti
- Terraferma (2011) di Emanuele Crialese
- Il traditore (2019) di Marco Bellocchio
- La stranezza (2022) di Roberto Andò